# Pachycordyle michaeli
Pachycordyle michaeli is een hydroïdpoliep uit de familie Bougainvilliidae. De poliep komt uit het geslacht Pachycordyle. Pachycordyle michaeli werd in 1948 voor het eerst wetenschappelijk beschreven door Berrill. 